# 千葉縣立保健醫療大學
千葉縣立保健醫療大學（Chiba Prefectural University of Health Sciences）是一所位於日本千葉縣的公立大學，於2009年由千葉縣立衛生短期大學及千葉縣立醫療技術大學校整併而成。

## 沿革
- 2009年 千葉縣立衛生短期大學與千葉縣立醫療技術大學校合併，千葉縣立保健醫療大學創立。

## 教育組織

### 學部
健康科學部
- 護理學科
- 營養學科
- 口腔衛生學科
- 復健學科
  - 物理治療專攻
  - 職能治療專攻

## 交通
- 幕張校區
  - 鄰近車站：京葉線海濱幕張車站、中央總武線幕張車站、京成千葉線京成幕張車站。
- 仁戶名校區
  - 鄰近車站：京成千原線大森台車站。

## 外部連結
- （日語）千葉縣立保健醫療大學（页面存档备份，存于）